# Courtney Kupets
Courtney Kupets (n. 27 iulie 1986, Bedford⁠(d), Texas, SUA) este o gimnastă artistică ce a reprezentat Statele Unite ale Americii, medaliată olimpică. A participat la o ediție a Jocurilor Olimpice (2004) în care a câștigat o medalie de argint și o medalie de bronz.

## Participări
Lista de mai jos prezintă principalele competiții la care a participat Courtney Kupets de-a lungul carierei.
- gymnastics at the 2004 Summer Olympics – women's uneven bars[*]